# Paul von Rennenkampf
Paul von Rennenkampf (in russo Павел Карлович фон Ренненкампф?, Pavel Karlovič von Rennenkampf) (Konuvere, 17 aprile 1854 – Taganrog, 1º aprile 1918) è stato un generale russo che servì nell'esercito imperiale russo per oltre quarant'anni, fino alla fine della prima guerra mondiale.

## Biografia
Rennenkampf, di origine baltico-tedesca, nacque nell'odierna Estonia. Si arruolò nell'esercito imperiale russo a 19 anni e frequentò la Scuola di Fanteria Junker a Helsinki.
Iniziò la carriera militare nel 5º Reggimento Lancieri lituano, per poi diplomarsi come primo del suo corso all'Accademia militare Nikolaevskij di San Pietroburgo, nel 1882. Fu assegnato come giovane ufficiale al 14º Corpo d'Armata fino al 1884, al Distretto militare di Varsavia e al Distretto militare di Kazan' nel 1886. Fu successivamente destinato alla guarnigione dei cosacchi del Don, a partire dal marzo 1888, al 2º Corpo d'Armata nell'ottobre 1889 e messo a capo del personale della fortezza di Osowiec nel marzo 1890. Quello stesso anno venne promosso colonnello.
Nel novembre 1899 Rennenkampf, in qualità di capo del personale della regione Transbaikalia, fu promosso maggior generale.
Rennenkampf comandò quattro battaglioni di fanteria, due sotnias cosacche e due batterie a cavallo durante la rivolta dei Boxer nel 1900-01. Fu responsabile della presa di Qiqihar e Kirin in Manciuria, eliminando ogni minaccia Boxer su Harbin e sulla ferroviaria orientale cinese. Durante questa campagna, fu decorato con l'Ordine di San Giorgio di III e IV classe per meriti militari.
Nel febbraio 1904, dopo lo scoppio della guerra russo-giapponese, Rennenkampf fu nominato comandante della Divisione cosacca Trans-Baikal. Fu promosso tenente generale nel luglio 1904 e ferito nello stesso mese, rimanendo ricoverato in ospedale fino a dopo la battaglia di Liaoyang. Ebbe dei comandi durante la battaglia di Shaho e la battaglia di Mukden. A Mukden sostituì il generale Michail Alekseev al comando del fianco sinistro russo e, dopo una serie di sconfitte, riuscì a stabilizzare la situazione. Tuttavia, dopo la battaglia di Mukden, il generale Aleksandr Samsonov accusò Rennenkampf di non averlo assistito durante i combattimenti.
Allo scoppio della prima guerra mondiale a Rennenkampf fu affidato il comando della Prima Armata Russa che avrebbe dovuto spingersi in Prussia Orientale, avanzando da nord-est. Il suo comportamento durante la battaglia di Tannenberg, in particolare la sua incapacità di coordinarsi con la Seconda Armata di Samsonov, gli causò molte critiche da parte del generale Jakov Žilinskij, e alcuni membri del comando militare spinsero per ottenerne la rimozione.
Dopo il relativo successo nella battaglia di Gumbinnen a metà agosto, il fallimento nella prima battaglia dei laghi Masuri che costrinse i russi al ritiro dalla Prussia Orientale, e nella battaglia di Łódź del novembre del 1914, portarono all'esonero di Rennenkampf, con recriminazioni di incompetenza e persino di tradimento, a causa delle sue origini. Rennenkampf diede le  proprie dimissioni il 6 ottobre 1915. Dopo la rivoluzione di febbraio del 1917 fu imprigionato nella fortezza di Pietro e Paolo a San Pietroburgo dal governo provvisorio russo che accusò Rennenkampf di attività criminali fin dall'inizio della guerra mondiale, tra cui appropriazione indebita e cattiva gestione.
Rennenkampf fu liberato dopo la Rivoluzione d'ottobre e si trasferì nella città di Taganrog, sul Mar d'Azov, dove visse sotto il falso nome di Mandusakis, affermando di essere un cittadino greco. Il 16 marzo 1918 fu scoperto dai bolscevichi che gli offrirono un ruolo di comando al servizio dell'Armata Rossa durante la guerra civile russa. Fedele fino alla fine al giuramento reale, rifiutò l'offerta e fu arrestato e giustiziato il 1º aprile 1918 da un plotone di esecuzione agli ordini personali di Vladimir Antonov-Ovseenko.